# Adriana Urquiola
Adriana Grissel Urquiola Pérez (Los Teques, 2 de julio de 1985-Los Teques, 23 de marzo de 2014) fue una periodista e intérprete de señas venezolana que trabajaba en el canal de televisión Venevisión. Adriana fue asesinada cuando tenía cinco meses de embarazo, durante las protestas en Venezuela de 2014.

## Asesinato
Adriana trabajaba en el canal de televisión Venevisión como intérprete de señas. Mientras bajaba de un autobús para pasar una barricada colocada por protestantes en la carretera Panamericana, a la altura de Los Nuevos Teques, un sujeto disparó catorce veces contra los protestantes, impactando a Urquiola varias veces en la cabeza y en el hombro. Fue trasladada al hospital Victorino Santaella en una patrulla de la Policía de Miranda, donde llegó sin signos vitales a los 28 años de edad. Adriana estaba recién casada y embarazada de siete meses para la fecha de su muerte.
Según Carlos Javier Arencibia, en su libro «Testimonios de la Represión», en los Altos Mirandinos se acostumbraba a evocar a Urquiola en las reuniones políticas y sociales, y para junio de 2015 sus fotos se encontraban frecuentemente en Los Teques.

## Investigación

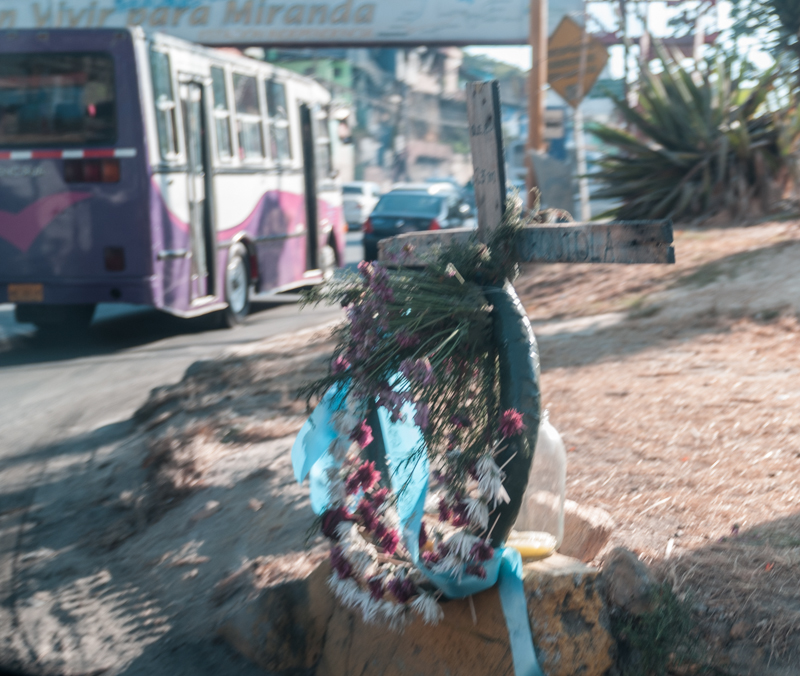
Monumento a Adriana Urquiola.

El responsable de la muerte de Urquiola fue identificado como Yonny Bolívar, ex escolta de la ministra Iris Varela y expresidiario por el delito de usurpación de identidad. Bolívar había sido en 2005 procesado anteriormente por secuestro, ocultamiento de armas de fuego, usurpación de título militar y obtención de pasaporte con falsedad ideológica. Había sido liberado como parte del "Plan Cayapa", una operación del ministerio para revisar expedientes penales y acelerar procesos judiciales para liberar a reos y bajar los niveles de hacinamiento en penales, cuando posteriormente se convertiría en el responsable de la seguridad de la ministra Varela. Bolívar huyó del país, asegurando en una entrevista para el Nacional que «para evitar que su caso fuese utilizado políticamente».
Para febrero de 2015, entre las 43 muertes durante las protestas solo cuatro estaban siendo investigadas: la de Bassil Da Costa, la de José Alejandro Márquez, la de Geraldin Moreno y la Adriana Urquiola, y ninguna había sido resuelta.
Yonny Bolívar fue detenido por Interpol en Colombia el 11 de junio de 2015 y extraditado a Venezuela siete días después. Fue sentenciado a 17 años de prisión por el asesinato de Urquiola; tanto los familiares como la defensa de Adriana mostraron inconformidad sobre la sentencia, por lo que procedieron a reclamar antes la Corte de Apelaciones. En 2017 la Corte de Apelaciones del Circuito Judicial de Caracas aumentó a 27 años y seis meses la condena de Bolívar.